# Tapa
Tapa – miasto w północnej Estonii, w prowincji Virumaa Zachodnia, w gminie Tapa. W 2018 roku liczyło 5 428 mieszkańców. W mieście znajduje się port lotniczy Tapa.